# Robert Haining
Robert Hadden Haining (ur. 1882, zm. 1959) – brytyjski generał (General) i administrator kolonialny.

## Kariera wojskowa
Haining w 1901 rozpoczął służbę w Królewskiej Artylerii British Army. Wziął udział w walkach I wojny światowej.
W 1928 został adiutantem Kwatermistrza Generalnego 2 Dywizji Piechoty, a w 1930 Generalnym Oficerem Sztabowym 4 Dywizji Piechoty. W latach 1931–1933 pracował przy planowaniu operacji wojskowych w Ministerstwie Wojny, awansując w 1933 na Dyrektora Działań Wojskowych i Wywiadowczych w Ministerstwie Wojny. W 1935 objął dowództwo nad Royal College of Defence Studies w Londynie. W 1938 został wysłany do Mandatu Palestyny, obejmując dowództwo nad wojskami brytyjskimi podczas arabskiego powstania (1936–1939).
W chwili wybuchu II wojny światowej otrzymał awans na generała i został dowódcą Zachodniego Dowództwa. W 1940 objął stanowisko Vice Szefa Sztabu Generalnego British Army. W 1941 został Generalnym Intendentem dla Bliskiego Wschodu. W następnym roku odszedł na emeryturę.

## Późniejsze lata
Haining zmarł w 1959.

## Odznaczenia
- Krzyż Komandorski Orderu Łaźni
- Distinguished Service Order